# Associazione Calcio Venezia 1991-1992
Questa voce raccoglie le informazioni riguardanti l'Associazione Calcio Venezia nelle competizioni ufficiali della stagione 1991-1992.

## Stagione
Nella stagione 1991-1992 il Venezia disputa il ventitreesimo campionato di Serie B della sua storia. Ha raccolto 35 punti, salvandosi grazie ad una classifica avulsa, classificata al 15º posto, in base al maggior numero di punti o miglior differenza reti a parità di punti, conseguiti negli scontri diretti con Taranto, Casertana e Palermo. Ultima in classifica al giro di boa con 14 punti, la squadra lagunare ha realizzato una clamorosa rimonta nel girone di ritorno, ottenendo 21 punti, uno in più della promossa Udinese. Si è iniziata la stagione con Alberto Zaccheroni in panchina. Un breve e negativo interregno con Rino Marchesi, per poi ritornare all'antico con Zaccheroni e compiere l'impresa salvezza. In Coppa Italia gli arancio-nero-verdi subito estromessi dalla Lucchese, nel doppio confronto del primo turno. Dopo la stagione scorsa giocata sul campo di Mestre e coronata dalla promozione in Serie B, dall'inizio del campionato si è fatto ritorno al vecchio Sant'Elena messo a nuovo.

## Divise e sponsor
Lo sponsor tecnico per la stagione 1991-1992 fu Diadora, mentre lo sponsor ufficiale fu Casinò Municipale di Venezia.
| 1ª divisa | 2ª divisa |  |

## Organigramma societario
Area direttiva
- Presidente: Maurizio Zamparini

Area tecnica
- Allenatore: Alberto Zaccheroni, dalla 20ª giornata Rino Marchesi, dalla 29ª giornata Alberto Zaccheroni[1]

## Rosa
| N. |                   | Ruolo | Calciatore           |
| -- | ----------------- | ----- | -------------------- |
|    | Italia (bandiera) | P     | Paolo Bianchet       |
|    | Italia (bandiera) | P     | Pierantonio Bosaglia |
|    | Italia (bandiera) | P     | Massimiliano Caniato |
|    | Italia (bandiera) | P     | Roberto Menghini     |
|    | Italia (bandiera) | D     | Alessandro Bertoni   |
|    | Italia (bandiera) | D     | Giandomenico Costi   |
|    | Italia (bandiera) | D     | Diego Donadon        |
|    | Italia (bandiera) | D     | Maurizio Lizzani     |
|    | Italia (bandiera) | D     | Andrea Poggi         |
|    | Italia (bandiera) | C     | Diego Bortoluzzi     |
|    | Italia (bandiera) | C     | Nicola Bressi        |
|    | Italia (bandiera) | C     | Claudio Canzian      |
|    | Italia (bandiera) | C     | Giuseppe Carillo     |
|    | Italia (bandiera) | C     | Stefano Civeriati    |

| N. |                   | Ruolo | Calciatore              |
| -- | ----------------- | ----- | ----------------------- |
|    | Italia (bandiera) | C     | Tiziano De Patre        |
|    | Italia (bandiera) | C     | Paolo Favaretto         |
|    | Italia (bandiera) | C     | Giancarlo Filippini     |
|    | Italia (bandiera) | C     | Fabrizio Perrotti       |
|    | Italia (bandiera) | C     | Pasquale Domenico Rocco |
|    | Italia (bandiera) | C     | Francesco Romano        |
|    | Italia (bandiera) | C     | Roberto Rossi           |
|    | Italia (bandiera) | A     | Massimo Castelli        |
|    | Italia (bandiera) | A     | Claudio Clementi        |
|    | Italia (bandiera) | A     | Cosimo Francioso        |
|    | Italia (bandiera) | A     | Raffaele Paolino        |
|    | Italia (bandiera) | A     | Paolo Poggi             |
|    | Italia (bandiera) | A     | Fulvio Simonini         |

## Risultati

### Serie B

#### Girone di andata
| Arbitro: | Brignoccoli (Ancona) |

|                     |           |  |
| Pasculli 17’ (rig.) | Marcatori |  |

| Arbitro: | Chiesa (Milano) |

|              |           |  |
| P. Poggi 88’ | Marcatori |  |

| Arbitro: | Rosica (Roma) |

|           |           |               |
| Biffi 89’ | Marcatori | 64’ Civeriati |

| Arbitro: | Fucci (Salerno) |

|              |           |                                     |
| Simonini 48’ | Marcatori | 12’, 42’ Morello 77’ (rig.) Zannoni |

| Arbitro: | Cardona (Milano) |

|            |           |  |
| Pagano 28’ | Marcatori |  |

| Arbitro: | Arena (Ercolano) |

|  |           |             |
|  | Marcatori | 51’ Piovani |

| Cesena 13 ottobre 1991 7ª giornata | Cesena                        | 0 – 0 | Venezia | Stadio Dino Manuzzi\| Arbitro: \| Boemo (Cervignano del Friuli) \| |
| Arbitro:                           | Boemo (Cervignano del Friuli) |       |         |                                                                    |

| Arbitro: | Collina (Bologna) |

|                      |           |                |
| Civeriati 67’ (rig.) | Marcatori | 59’ Campilongo |

| Arbitro: | Rodomonti (Teramo) |

|  |           |                |
|  | Marcatori | 17’ Bortoluzzi |

| Arbitro: | Baldas (Trieste) |

|  |           |             |
|  | Marcatori | 3’ Montrone |

| Arbitro: | Merlino (Torre del Greco) |

|                    |           |             |
| Carillo 78’ (aut.) | Marcatori | 29’ Lizzani |

| Arbitro: | Felicani (Bologna) |

|                |           |                              |
| Bortoluzzi 80’ | Marcatori | 63’ Lorenzini 83’ Bertarelli |

| Arbitro: | De Angelis (Civitavecchia) |

|                   |           |              |
| Domini 38’ (rig.) | Marcatori | 74’ Simonini |

| Arbitro: | Trentalange (Torino) |

|                |           |                   |
| Bortoluzzi 87’ | Marcatori | 65’ F. Signorelli |

| Arbitro: | Dinelli (Lucca) |

|            |           |              |
| Caruso 10’ | Marcatori | 85’ P. Poggi |

| Arbitro: | Fabricatore (Roma) |

|              |           |           |
| De Patre 70’ | Marcatori | 51’ Nappi |

| Arbitro: | Arena (Ercolano) |

|          |           |                  |
| List 18’ | Marcatori | 43’ (aut.) Villa |

| Venezia 12 gennaio 1992 18ª giornata | Venezia         | 0 – 0 | Lucchese | Stadio Pierluigi Penzo\| Arbitro: \| Cesari (Genova) \| |
| Arbitro:                             | Cesari (Genova) |       |          |                                                         |

| Arbitro: | Collina (Bologna) |

|                             |           |  |
| Bertuccelli 88’ Levanto 90’ | Marcatori |  |

#### Girone di ritorno
| Arbitro: | Rodomonti (Teramo) |

|                                   |           |             |
| Lizzani 60’ Ceramicola 70’ (aut.) | Marcatori | 32’ Barollo |

| Arbitro: | Nicchi (Arezzo) |

|                                |           |                           |
| Protti 14’, 17’ Ficcadenti 65’ | Marcatori | 70’ Simonini 90’ A. Poggi |

| Arbitro: | Stafoggia (Pesaro) |

|                                |           |                             |
| Simonini 18’, 27’ P. Poggi 67’ | Marcatori | 60’ Modica 81’ P. Bresciani |

| Arbitro: | D'Elia (Salerno) |

|  |           |                   |
|  | Marcatori | 43’, 56’ P. Poggi |

| Arbitro: | Conocchiari (Macerata) |

|                     |           |                       |
| A. Poggi 56’ (rig.) | Marcatori | 33’ Pagano 45’ Dicara |

| Arbitro: | Cinciripini (Ascoli Piceno) |

|             |           |              |
| Piovani 62’ | Marcatori | 22’ P. Poggi |

| Venezia 15 marzo 1992 26ª giornata | Venezia          | 0 – 0 | Cesena | Stadio Pierluigi Penzo\| Arbitro: \| Cardona (Milano) \| |
| Arbitro:                           | Cardona (Milano) |       |        |                                                          |

| Caserta 22 marzo 1992 27ª giornata | Casertana          | 0 – 0 | Venezia | Stadio Alberto Pinto\| Arbitro: \| Felicani (Bologna) \| |
| Arbitro:                           | Felicani (Bologna) |       |         |                                                          |

| Arbitro: | Pezzella (Frattamaggiore) |

|                      |           |             |
| F. Romano 28’ (rig.) | Marcatori | 17’ Taccola |

| Padova 5 aprile 1992 29ª giornata | Padova         | 0 – 0 | Venezia | Stadio Silvio Appiani\| Arbitro: \| Luci (Firenze) \| |
| Arbitro:                          | Luci (Firenze) |       |         |                                                       |

| Venezia 12 aprile 1992 30ª giornata | Venezia                    | 0 – 0 | Taranto | Stadio Pierluigi Penzo\| Arbitro: \| De Angelis (Civitavecchia) \| |
| Arbitro:                            | De Angelis (Civitavecchia) |       |         |                                                                    |

| Arbitro: | Cardona (Milano) |

|                                     |           |             |
| Tovalieri 46’ Bertarelli 62’ (rig.) | Marcatori | 57’ Paolino |

| Arbitro: | Quartuccio (Torre Annunziata) |

|                   |           |             |
| Luzardi 1’ (aut.) | Marcatori | 37’ Saurini |

| Arbitro: | Mughetti (Cesena) |

|              |           |                    |
| Biagioni 56’ | Marcatori | 70’ (aut.) Maretti |

| Arbitro: | Bazzoli (Merano) |

|             |           |               |
| P. Poggi 5’ | Marcatori | 57’ Provitali |

| Udine 24 maggio 1992 35ª giornata | Udinese              | 0 – 0 | Venezia | Stadio Friuli\| Arbitro: \| Pairetto (Nichelino) \| |
| Arbitro:                          | Pairetto (Nichelino) |       |         |                                                     |

| Arbitro: | Cinciripini (Ascoli Piceno) |

|              |           |  |
| Simonini 68’ | Marcatori |  |

| Arbitro: | Stafoggia (Pesaro) |

|          |           |                      |
| Paci 73’ | Marcatori | 50’ (rig.) F. Romano |

| Arbitro: | Collina (Bologna) |

|                                        |           |                      |
| F. Romano 23’, 56’ (rig.) De Patre 50’ | Marcatori | 4’ (aut.) A. Bertoni |

### Coppa Italia

#### Primo turno
| Arbitro: | Cardona (Milano) |

|                                          |           |               |
| A. Bertoni 12’ (aut.) Simonetta 22’, 49’ | Marcatori | 45’ Civeriati |

| Mestre 25 agosto 1991 Ritorno | Venezia                       | 0 – 0 | Lucchese | Stadio Francesco Baracca\| Arbitro: \| Boemo (Cervignano del Friuli) \| |
| Arbitro:                      | Boemo (Cervignano del Friuli) |       |          |                                                                         |

## Statistiche

### Statistiche di squadra
| Competizione | Punti | In casa | In casa | In casa | In casa | In casa | In casa | In trasferta | In trasferta | In trasferta | In trasferta | In trasferta | In trasferta | Totale | Totale | Totale | Totale | Totale | Totale | DR |
| Competizione | Punti | G       | V       | N       | P       | Gf      | Gs      | G            | V            | N            | P            | Gf           | Gs           | G      | V      | N      | P      | Gf     | Gs     | DR |
| ------------ | ----- | ------- | ------- | ------- | ------- | ------- | ------- | ------------ | ------------ | ------------ | ------------ | ------------ | ------------ | ------ | ------ | ------ | ------ | ------ | ------ | -- |
| Serie B      | 35    | 19      | 5       | 9       | 5       | 19      | 19      | 19           | 2            | 12           | 5            | 14           | 17           | 38     | 7      | 21     | 10     | 33     | 36     | -3 |
| Coppa Italia |       | 1       | 0       | 1       | 0       | 0       | 0       | 1            | 0            | 0            | 1            | 1            | 3            | 2      | 0      | 1      | 1      | 1      | 3      | -2 |
| Totale       | -     | 20      | 5       | 10      | 5       | 19      | 19      | 20           | 2            | 12           | 6            | 15           | 20           | 40     | 7      | 22     | 11     | 34     | 39     | -5 |

### Statistiche dei giocatori[4]
| Giocatore     | Serie B  | Serie B | Coppa Italia | Coppa Italia | Totale   | Totale |
| Giocatore     | Presenze | Reti    | Presenze     | Reti         | Presenze | Reti   |
| ------------- | -------- | ------- | ------------ | ------------ | -------- | ------ |
| A. Bertoni    | 31       | 0       | 2            | 0            | 33       | 0      |
| P. Bianchet   | 7        | -5      | -            | -            | 7        | -5     |
| D. Bortoluzzi | 32       | 3       | 1            | 0            | 33       | 3      |
| P. Bosaglia   | 6        | -7      | 2            | -3           | 8        | -10    |
| N. Bressi     | 3        | 0       | 2            | 0            | 5        | 0      |
| M. Caniato    | 23       | -18     | -            | -            | 23       | -18    |
| C. Canzian    | 3        | 0       | 1            | 0            | 4        | 0      |
| G. Carillo    | 26       | 0       | -            | -            | 26       | 0      |
| M. Castelli   | 1        | 0       | -            | -            | 1        | 0      |
| S. Civeriati  | 10       | 2       | 1            | 1            | 11       | 3      |
| C. Clementi   | 14       | 0       | -            | -            | 14       | 0      |
| G. Costi      | 24       | 0       | -            | -            | 24       | 0      |
| T. De Patre   | 26       | 2       | -            | -            | 26       | 2      |
| D. Donadon    | 5        | 0       | 1            | 0            | 6        | 0      |
| P. Favaretto  | 5        | 0       | -            | -            | 5        | 0      |
| G. Filippini  | 30       | 0       | 1            | 0            | 31       | 0      |
| C. Francioso  | -        | -       | 1            | 0            | 1        | 0      |
| M. Lizzani    | 33       | 2       | 2            | 0            | 35       | 2      |
| R. Menghini   | 4        | -6      | -            | -            | 4        | -6     |
| R. Paolino    | 10       | 1       | -            | -            | 10       | 1      |
| F. Perrotti   | 10       | 0       | 2            | 0            | 12       | 0      |
| A. Poggi      | 36       | 2       | 2            | 0            | 38       | 2      |
| P. Poggi      | 31       | 7       | 2            | 0            | 33       | 7      |
| P.D. Rocco    | 22       | 0       | -            | -            | 22       | 0      |
| F. Romano     | 34       | 4       | 2            | 0            | 36       | 4      |
| R. Rossi      | 27       | 0       | 2            | 0            | 29       | 0      |
| F. Simonini   | 37       | 6       | 2            | 0            | 39       | 6      |